# Liste des députés de la préfecture de Mie
Cette page liste les membres de la Chambre des représentants du Japon élus dans les circonscriptions de la préfecture de Mie.

## 41elégislature(1996-2000)
| Circonscription |  | Député              | Parti politique |
| --------------- |  | ------------------- | --------------- |
| 1re             |  | Hiroshi Nakai       | NFP             |
| 2e              |  | Masaharu Nakagawa   | NFP             |
| 3e              |  | Katsuya Okada       | NFP             |
| 4e              |  | Norihisa Tamura     | PLD             |
| 5e              |  | Takao Fujinami (ja) | PLD             |

## 42elégislature(2000-2003)
| Circonscription |  | Député              | Parti politique |
| --------------- |  | ------------------- | --------------- |
| 1re             |  | Jirō Kawasaki (ja)  | PLD             |
| 2e              |  | Masaharu Nakagawa   | PDJ             |
| 3e              |  | Katsuya Okada       | PDJ             |
| 4e              |  | Norihisa Tamura     | PLD             |
| 5e              |  | Takao Fujinami (ja) | SE              |

## 43elégislature(2003-2005)
| Circonscription |  | Député             | Parti politique |
| --------------- |  | ------------------ | --------------- |
| 1re             |  | Jirō Kawasaki (ja) | PLD             |
| 2e              |  | Masaharu Nakagawa  | PDJ             |
| 3e              |  | Katsuya Okada      | PDJ             |
| 4e              |  | Norihisa Tamura    | PLD             |
| 5e              |  | Norio Mitsuya (ja) | PLD             |

## 44elégislature(2005-2009)
| Circonscription |  | Député             | Parti politique |
| --------------- |  | ------------------ | --------------- |
| 1re             |  | Jirō Kawasaki (ja) | PLD             |
| 2e              |  | Masaharu Nakagawa  | PDJ             |
| 3e              |  | Katsuya Okada      | PDJ             |
| 4e              |  | Norihisa Tamura    | PLD             |
| 5e              |  | Norio Mitsuya (ja) | PLD             |

## 45elégislature(2009-2012)
| Circonscription |  | Député               | Parti politique |
| --------------- |  | -------------------- | --------------- |
| 1re             |  | Hiroshi Nakai        | PDJ             |
| 2e              |  | Masaharu Nakagawa    | PDJ             |
| 3e              |  | Katsuya Okada        | PDJ             |
| 4e              |  | Tetsuo Morimoto (ja) | PDJ             |
| 5e              |  | Norio Mitsuya (ja)   | PLD             |

## 46elégislature(2012-2014)
| Circonscription |  | Député             | Parti politique |
| --------------- |  | ------------------ | --------------- |
| 1re             |  | Jirō Kawasaki (ja) | PLD             |
| 2e              |  | Masaharu Nakagawa  | PDJ             |
| 3e              |  | Katsuya Okada      | PDJ             |
| 4e              |  | Norihisa Tamura    | PLD             |
| 5e              |  | Norio Mitsuya (ja) | PLD             |

## 47elégislature(2014-2017)
| Circonscription |  | Député             | Parti politique |
| --------------- |  | ------------------ | --------------- |
| 1re             |  | Jirō Kawasaki (ja) | PLD             |
| 2e              |  | Masaharu Nakagawa  | PDJ             |
| 3e              |  | Katsuya Okada      | PDJ             |
| 4e              |  | Norihisa Tamura    | PLD             |
| 5e              |  | Norio Mitsuya (ja) | PLD             |

## 48elégislature(2017-2021)
| Circonscription |  | Député             | Parti politique |
| --------------- |  | ------------------ | --------------- |
| 1re             |  | Norihisa Tamura    | PLD             |
| 2e              |  | Masaharu Nakagawa  | SE              |
| 3e              |  | Katsuya Okada      | SE              |
| 4e              |  | Norio Mitsuya (ja) | PLD             |

## 49elégislature(2021-)
| Circonscription |  | Député               | Parti politique |
| --------------- |  | -------------------- | --------------- |
| 1re             |  | Norihisa Tamura      | PLD             |
| 2e              |  | Hideto Kawasaki (ja) | PLD             |
| 3e              |  | Katsuya Okada        | PDC             |
| 4e              |  | Eikei Suzuki         | PLD             |